# AvaTrade
AvaTrade is een Ierse effectenmakelaar. Het bedrijf biedt handel in tal van markten, waaronder valuta's, grondstoffen, aandelenindexen, aandelen, op de beurs verhandelde fondsen, opties, cryptovaluta's en obligaties via zijn handelsplatforms en mobiele app.
Het hoofdkantoor is gevestigd in Dublin, het beheermaatschappij is gevestigd op de Britse Maagdeneilanden. AvaTrade heeft ook vestigingen in Tokio, Milaan, Parijs, Sydney, Shanghai en Ulaanbaatar.

## Geschiedenis
AvaTrade werd in 2006 opgericht als Ava FX door Emanuel Kronitz, Negev Nozatzky en Clal Finance Ltd.
In maart 2011 verwierf het bedrijf niet-Amerikaanse klanten van de eForex-makelaar. In juni 2011 verwierf het bedrijf klanten en klantgoederen buiten de Europese Unie van Finotec Trading UK Limited.
In 2013 veranderde AvaFX zijn naam in AvaTrade.

## Transacties
AvaTrade biedt spothandel voornamelijk aan via MetaTrader 4 (MT4) en de eigen AvaTrader software.
In augustus 2013 lanceerde AvaTrade Bitcoin CFD-handel op de AvaTrader- en MT4-platforms.

### Regulering
AvaTrade wordt in de EU gereguleerd door de Central Bank of Ireland, in Australië door de Australian Securities and Investments Commission, in Japan door de Financial Services Agency, de Financial Futures Association en de Futures Markets Association en op de Britse Maagdeneilanden door de Financial Services Commission van de Britse Maagdeneilanden. Het bedrijf biedt zijn diensten aan handelaren uit verschillende landen, met uitzondering van de Verenigde Staten, Nieuw-Zeeland, België.

## Kritiek
In april 2018 heeft de Saskatchewan Financial and Consumer Affairs Authority een waarschuwing aan het bedrijf gegeven vanwege het gebruik van een niet-geregistreerd online platform.